# Parc Nadal
Parc Nadal är en park i Spanien.   Den ligger i provinsen Província de Barcelona och regionen Katalonien, i den östra delen av landet, 500 km öster om huvudstaden Madrid. Parc Nadal ligger 39 meter över havet.
Terrängen runt Parc Nadal är kuperad åt nordväst, men åt sydost är den platt. Runt Parc Nadal är det mycket tätbefolkat, med 6 019 invånare per kvadratkilometer. Närmaste större samhälle är Barcelona, 9,4 km öster om Parc Nadal. Runt Parc Nadal är det i huvudsak tätbebyggt.